# Kernfs (Linux)
在Linux内核中， kernfs是一组函数，其中包含创建各种内核子系统内部使用的伪文件系统所需的功能，以便它们可以利用虚拟文件。例如，sysfs 通过提供一组虚拟文件将有关硬件设备和相关驱动程序的信息从内核导出到使用者空間。
由于拆分了sysfs使用的部分内部逻辑，kernfs 項目被创建。2014年3月30日发布的内核版本 3.14 中，以 Tejun Heo 为主要作者的相关修補程式并入了Linux 内核主线。Kernfs 采用了 sysfs 的独立且可重用的功能，因此其他内核子系统可以更轻松、更一致地实现自己的伪文件系统。
kernfs 的主要用户之一是cgroups内部使用的伪文件系统，其重新设计一直持续到 Linux 内核的 3.15 版。